# Нью-Йорк (готель, Новочеркаськ)
Готель «Нью-Йорк» (рос. Гостиница «Нью-Йорк») — будинок, який споруджено на перетині Олександрівської вулиці, буд. 54 і Червоного спуску в місті Новочеркаську Ростовської області (Росія). Відноситься до числа пам'яток архітектури та об'єктів культурної спадщини. На будівлі готелю «Нью-Йорк» було встановлено прапор під час визволення міста від німецьких загарбників.

## Історія
Будівля була побудована в кінці XIX століття. До Жовтневого перевороту 1917 року фасад будинку бул по-іншому декорований, внутрішні приміщення відрізнялися багатим інтер'єром. 
На будинку встановлена меморіальна дошка, на якій є напис, що 13 лютого 1943 року на цьому будинку з'явилося червоне знамено, яке встановили бійці другий гвардійської армії, коли Новочеркаськ був звільнений від німецьких військ. 
У цьому будинку деякий час працювала школа № 17, потім розмістився психоневрологічний диспансер. 
У 1992 році будинок було визнано об'єктом культурної спадщини і пам'ятником архітектури.

## Опис
Стиль побудови цього будинку нагадує багато інших будинку Новочеркаська, які з'явилися в той період, наприклад, готель «Золотий Якір». Будинок розташований на розі двох вулиць і при появі зробив сильний вплив на їх забудову. Для створення кладки використовувався червоний цегла. На рівні другого поверху будинку розташований виносний балкон, з витими залізними поручнями. Двоповерховий будинок з напівпідвальним приміщенням був побудований в стилі модерн. Про це виразно свідчить оформлення парапету, пілястр, вид вікон та решітки балконів.